# Geneviève Laurent
 (avril 2014).
Si vous disposez d'ouvrages ou d'articles de référence ou si vous connaissez des sites web de qualité traitant du thème abordé ici, merci de compléter l'article en donnant les références utiles à sa vérifiabilité et en les liant à la section « Notes et références ».
Geneviève Laurent-Fabre est une artiste peintre française née le 30 juillet 1935 à Paris .

## Biographie
Artiste peintre figurative de la seconde nouvelle école de Paris, Geneviève Laurent est élève à l'École nationale supérieure des beaux-arts de Paris, où elle est admise définitivement le 9 avril 1947 dans l'atelier de Nicolas Untersteller (1900-1967), qui eut une influence artistique sur ses élèves et ceux des autres ateliers. Elle fréquente également l'atelier du peintre Jean Ekiert. Elle concourt sans succès pour le prix de Rome en 1952. Elle est admise à la 23e promotion artistique de la Casa de Velázquez à Madrid en 1952 avec, entre autres, Mickaël Compagnion, Émile Courtin, Geoffroy Dauvergne, Roger Forissier, Jean Fréour, René Quillivic, Bachir Yellès, Albert Zavaro . Elle participe entre autres à la Revue Commune. 
Geneviève Laurent travaille quatre années à l'académie du peintre Jean Bertholle, rue Saint-Roch à Paris.

## Œuvre

### Illustrations
- Étoiles d'encre, 2001.[réf. nécessaire]

## Publications
- Regard de peintre ou les couleurs de la nuit, Éditions Le Temps des Cerises, 2006.

## Récompenses
- Grand prix du paysage à Deauville, 1991.

## Expositions
- 1990 : galerie Tia à Migennes (Yonne).
- 1991 : mairie de Paris
- 1991 : exposition internationale de Deauville.
- 1991 : exposition internationale de la Côte d'Azur à Cannes, parc de Loisirs France Miniature à Élancourt (Yvelines).
- 1992 : exposition Internationale France Belgique à Bruxelles.
- 1992 : Maison Saint-Vincent à Villepreux (Yvelines).
- 1998 : Espace Tristan Bernard à Paris.
- 1998 : orangerie du Sénat à Paris.
- 2000 : Sorbonne nouvelle Paris III, mai 2000.
- 2000 : église Saint-Pierre de Montmartre, Paris.
- 2001 : comité d'entreprise Renault, Guyancourt.
- 2002 : hôtel de Savigny, Provins.
- 2008 : galerie 14 bis, 14 avenue Bosquet à Paris.

## Salons
- De 1990 à 1993 : Salon d'automne au Grand Palais.
- 1993 : prieuré de Vausse (Châtel-Gérard) Noyers (Yonne).
- 1995 : château de Chessy Marne la Vallée.
- 1997 : aumônerie Saint-Jacques à Gordes (Vaucluse).
- [Quand ?] Institut français de Stuggart (Allemagne).

## Collections publiques
- Auvers-sur-Oise, musée Daubigny.
- Noyers-sur-Serein, musée départemental.